# (73348) 2002 JZ129
(73348) 2002 JZ129 – planetoida z pasa głównego asteroid okrążająca Słońce w ciągu 4,2 lat w średniej odległości 2,6 j.a. Odkryta 8 maja 2002 roku.